# Francis Goya
François Edouard Weyer, cunoscut ca Francis Goya, (n. 16 mai 1946, Liège, Valonia, Belgia) este un chitarist belgian.